# Topofilie
Topofilie (van het Griekse topos (plaats) en –philia (houden van)) is een sterk gevoel voor een aardrijkskundige plaats, dat vaak vermengd raakt met een gevoel van culturele identiteit en een liefde voor bepaalde aspecten van die plaats.

## Begripsgeschiedenis
Alan Watts' autobiografie In My Own Way (1972) begint met de zin: Topofilie is een woord uitgevonden door de Britse dichter John Betjeman voor een bijzondere liefde voor eigenaardige plaatsen. Het was echter W.H. Auden die de term in 1948 gebruikte in zijn voorwoord voor Betjemans bundel Slick but not streamlined, waarin Auden benadrukte dat de term weinig van doen heeft met liefde voor de natuur, maar is gestoeld op een landschap gelardeerd met een gevoel voor historie. De term verscheen later in het invloedrijke La poétique de l'espace (1957) van de Franse filosoof Gaston Bachelard.
De Amerikaanse geograaf Yi-fu Tuan gebruikte de term topofilie voor de gevoelsmatige verbintenis tussen een persoon en een plaats. James W. Gibson stelt in zijn boek A Reenchanted World (2009) dat topofilie of liefde voor een plaats een biologisch gewortelde, sterke culturele verbinding met een plaats is. Gibson zegt dat zulke verbindingen grotendeels verwoest zijn in de Moderne Tijd, maar beweert dat meer en meer mensen pogen deze verbindingen opnieuw uit te vinden.

## In relatie tot sport
Mike Cronin benadrukt in zijn artikel Enshrined in Blood the Naming of Gaelic Athletic Association Grounds and Clubs (The Sports Historian, 18, 1) de kansen die sportstadions bieden voor topofilie. Verwijzend naar het werk van sportgeograaf John Bale noemt Cronin vijf metaforen die stadions in het bijzonder topofiel maken:
- Stadions zijn "heilige plaatsen" voor de volgelingen, vooral indien er euforische of tragische incidenten zijn voorgevallen zoals de Hillsboroughramp
- Ze bezitten vaak "schilderachtige" kwaliteiten, zoals het uitzicht op Gateway Arch vanuit het Busch Stadium in Saint Louis (Missouri)
- Als een "thuis" voor het sportteam en de fans kan het stadion gunstige effecten hebben op beiden
- Het stadion kan een toeristische bezienswaardigheid worden voor bezoekers. Sommige stadions, zoals het Melbourne Cricket Ground, kennen betaalde rondleidingen buiten de wedstrijden om
- Diepe lokale trots en patriottisme kunnen verbonden zijn met specifieke stadions of arena's

## Media
Het begrip wordt gebruikt in de titel van Topohilia, een documentaire uit 2015 van Peter Bo Rappmund die handelt over de Trans-Alaska-pijpleiding.

## Natievorming
Topofilie kan tevens ingezet worden bij het bestendigen van natiestaten.